# Reino de Lorri
O Reino de Lorri (em armênio: Թագավորութուն Թագավորութուն) ou Reino de Taxir-Zorofora foi um reino armênio do século XI fundado pelos quiuríquidas, jovem ramo dos bagrátidas. Ocupava o nordeste da atual Armênia e incluía territórios hoje georgianos e azeris. Até sua queda em 1113, desfrutou de paz conducente ao desenvolvimento da vida cultural, concretizada em particular pela fundação e desenvolvimento de vários mosteiros, nomeadamente o de Halpate e o de Sanaino.

## História
Em 972, o rei armênio Asócio III dá a seu filho mais novo Quirique I a província de Lorri, bem como o título principesco. No mesmo ano, ou em 980 (ou 982), Quirique assume o título de rei, inaugurando a linha dos reis bagrátidas de Lorri. Asócio estabeleceu este reino, provavelmente com o propósito de politicamente e culturalmente armenizar os confins armênio-georgianos.
A partir do final do século X, como os reinos bagrátidas e Arzerúnio da Grande Armênia caindo um após o outro sob influência do Império Bizantino (Taraunitis em 968, Taique em 1001, Vaspuracânia em 1021 ou 1022, Reino de Ani em 1045, Cars em 1065), apenas Lorri escapa dos imperadores. O reino, que atingiu o ápice durante o reinado de Davi I, estende-se para o nordeste e submete o Emirado de Tbilisi; Davi constrói uma nova cidade, Lorri, que seu filho Quirique II eleva-a como capital.
O reino foi mantido, mas enfrentou a aparição dos seljúcidas, e Quirique se submete ao sultão Alparslano em 1064; a capital e os mosteiros de Halpate e Sanaino são devastados em 1105. Em 1113, seus filhos se refugiam em Tavuxe (abandonado em 1145) e em Masnaberde. Foi somente no fim daquele século que, aproveitando o desmembramento do Império Seljúcida, os bagrátidas da Geórgia, junto com Davi IV, o Reconstrutor e Jorge III, ajudados por nacarares refugiados na Geórgia, começaram a libertar o norte da Armênia e, assim, o antigo reino. Em 1118, Lorri e Aquetala são assim tomadas. O antigo reino é então integrado à Armênia dos príncipes zacáridas.

## Lista de reis
Os reis desse reino, a partir de 1113, os senhores de Matznaberde, são os seguintes:
| Soberanos            | Título                            | Período       | Notas                    |
| -------------------- | --------------------------------- | ------------- | ------------------------ |
| Quirique I († 991)   | príncipe de Taxir                 | 966-972       | filho de Asócio III      |
| Quirique I († 991)   | rei da Albânia                    | 972-991       | filho de Asócio III      |
| Davi I († 1048)      | rei de Lorri                      | 991-1048      | filho de Quirique I      |
| Simbácio I           | correi de Lorri                   |               | filho de Quirique I      |
| Quirique II († 1089) | rei de Lorri                      | 1048-1064     | filho de Davi I.         |
| Quirique II († 1089) | curopalata de Lorri               | 1064-1089     | filho de Davi I.         |
| Simbácio II          | correi de Lorri                   | 1063-?        | filho de Davi I.         |
| Davi II e Abas I     | curopalata de Lorri               | 1089-1113     | filho de Quirique II     |
| Davi II              | senhores de Matznaberde           | 1113-v.1145   | filho de Quirique II     |
| Abas I               | senhores de Tavuxe                | 1113-v.1145   | filho de Quirique II     |
| Quirique III         | senhor de Tavuxe e de Matznaberde | v.1145-v.1185 | filho de Davi II         |
| Abas II              | senhor de Tavuxe e de Matznaberde | v.1185-v.1192 | filho de Quirique III    |
| Alsartano I          | senhor de Matznaberde             | v.1192-v.1236 | filho natural de Abas II |
| Quirique III         | senhor de Matznaberde             | v.1232-v.1236 | filho de Alsartano I     |
| Palavano             | senhor de Matznaberde             | v.1236-v.1256 | filho de Quirique IV     |
| Taciadim             | senhor de Matznaberde             | v.1256-v.1259 | filho de Quirique IV     |